# Xã Scott, Quận Linn, Kansas
Xã Scott (tiếng Anh: Scott Township) là một xã thuộc quận Linn, tiểu bang Kansas, Hoa Kỳ. Năm 2010, dân số của xã này là 733 người.